# Nagari Malalak Barat
Nagari Malalak Barat is een bestuurslaag in het regentschap Agam van de provincie West-Sumatra, Indonesië. Nagari Malalak Barat telt 2550 inwoners (volkstelling 2010).